# Гіпотетичні природні супутники Землі

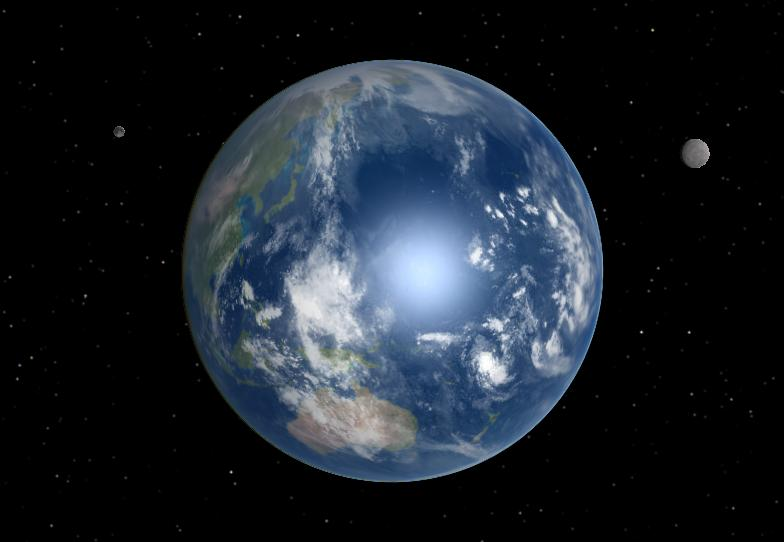
Земля з двома супутниками: зображення отримане за допомогою програми Celestia

Гіпотетичні природні супутники Землі — небесні тіла що, обертаються навколо Землі, існування яких передбачалося астрономами. Нині загальновизнано, що єдиним природним супутником Землі є Місяць, однак припущення про існування інших супутників неодноразово висувалися астрономами, публікувалися в популярних виданнях і описувалися в художніх творах.
Спроби виявлення додаткових супутників неодноразово робилися окремими астрономами протягом XIX і першої половини XX століть. Жодне з опублікованих повідомлень про виявлення передбачуваних супутників не було підтверджено незалежними спостереженнями.
У другій половині XX століття, спочатку у зв'язку з потребами космонавтики, а згодом і для виявлення об'єктів, які можуть зіткнутися із Землею, почали вести систематичні пошуки небесних тіл у навколоземному просторі. Піонером таких пошуків став Клайд Вільям Томбо, першовідкривач Плутона. Нині активний пошук таких об'єктів ведеться в рамках декількох проектів: Spaceguard, LINEAR, NEAT, LONEOS, ATLAS, Каталінський огляд та інші. Постійних супутників у рамках цих проектів виявлено не було.
Існує кілька навколоземних об'єктів, які в популярній літературі іноді називають «другими Місяцями» або «другими супутниками». По-перше, це астероїди, орбіти яких перебувають у резонансі з орбітою Землі. Квазісупутники, як-от (3753) Круїтні, рухаються в орбітальному резонансі з Землею 1:1, але обертаються навколо Сонця. Троянці Землі, як-от 2010 TK7, рухаються тією самою орбітою, що й Земля, але перед або після неї, в околиці точок Лагранжа системи Земля — Сонце. По-друге, у точках Лагранжа системи Місяць — Земля на місячній орбіті в 60° попереду і позаду Місяця виявлені хмари міжпланетного пилу, що отримали назву «хмари Кордилевського» — за прізвищем астронома, який їх відкрив. Крім того, можливе захоплення Землею тимчасових супутників, орбіта яких є нестійкою. Прикладом такого супутника є астероїд 2006 RH120.

## Ранні гіпотези

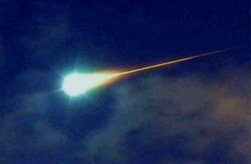
Болід

Перші гіпотези, що припускають існування інших небесних тіл, крім Місяця, що обертаються навколо Землі, були висунуті у XVIII столітті у зв'язку з дискусією про природу метеорів та болідів. У той час популярні були припущення, пов'язані із земним походженням цих явищ: вибух горючих газів, атмосферна електрика тощо. Однак обчислення швидкості їхнього руху давало показники, які можна порівняти зі швидкістю руху Землі навколо Сонця, яка вже була відома вченим того часу. У зв'язку з цим були зроблені спроби пояснити появу даних тіл наявністю обертаючихся навколо Землі комет, які час від часу входять в атмосферу.
Цю теорію запропоновав Томас Клеп, який з 1739 по 1766 роки був президентом Єльського коледжу. З огляду на те, що не були відомі випадки падіння болідів на Землю, і що інші небесні тіла перебували на дуже великій відстані від Землі, Клеп зробив висновок, що Земля є центральним тілом, навколо якого звертаються боліди. Обчисливши передбачувану орбіту одного з болідів, він отримав перигей 40 км і апогей 6440 км.
Ці ідеї отримали розвиток на самому початку XIX століття. У 1811 році Джон Фарлі писав, що існує «майже нескінченне число сателітул (або дуже маленьких супутників), які постійно обертаються навколо Землі в усіх можливих напрямках, і показуються лише на дуже короткий час, коли вони занурюються у верхні шари атмосфери при кожному проходженні перигею».

## Супутник Пті

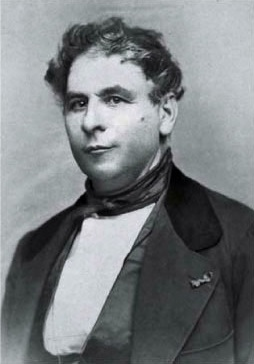
Фредерік Пті (Frédéric Petit)

Перше примітне повідомлення про відкриття другого супутника Землі зробив французький астроном Фредерік Пті (Frédéric Petit), директор Тулузької обсерваторії.
Пті займався спогляданням болідів, намагаючись вирахувати їх орбіти. Повідомлення про результати своїх спостережень він публікував у видаваному Академією наук журналі «Comptes rendus». Деякі зі спостережуваних ним болідів, за його обчисленням, мали еліптичну орбіту, будучи, таким чином, супутниками Землі:
- болід, що спостерігався 5 січня 1837 року[3];
- болід, що спостерігався 21 березня 1846 року з періодом 2 години 45 хвилин[4];
- болід, що спостерігався 23 липня 1846 року з періодом 3 годині 24 хвилини[5].

Найбільшу популярність здобули повідомлення Пті, зроблені у 1846 році. Опис орбіти боліда від 21 березня 1846 року був заснований на спостереженнях Лебона, Дассьє (Тулуза) і Ларівьє (Артенак). Пті обчислив, що цей болід обертався навколо Землі еліптичною орбітою з періодом 2 години 45 хвилин, апогеєм 3570 км і перигеем 114 км. Варто відзначити, що висота 114 км відповідає верхній межі стратосфери, через що публікацію прокоментував Урбен Левер'є, який вказав на необхідність брати до уваги опір атмосфери.
У 1851 році Левер'є опублікував у «Comptes Rendus» статтю, присвячену аналізу повідомлень Пті. Він зробив висновок, що результати Пті недостатньо достовірними, так як тим не були прийняті до уваги похибки у вихідних даних, а також не враховано опір повітря. Леверье вважав, що визнання боліда супутником Землі є лише однією з можливих гіпотез, при чому практично неймовірною, враховуючи фізичні характеристики явища.

Хоча гіпотези Пті в цілому були відкинуті науковим товариством, вони згадувалися в популярній літературі. Так, Франсуа Араго в «Astronomie populaire» писав:
Деякі астрономи стверджують, що боліди слід вважати супутниками нашої планети, оскільки вони рухаються навколо Землі з величезною швидкістю і можуть спостерігатися повторно. В останні роки Пті, директор Тулузької обсерваторії, з великим завзяттям намагався вирахувати орбіти болідів, відповідні згаданої гіпотези, і домігся успіху з деякою точністю.
Пті, якому ідеї про другий супутнику так і не дали спокою, в 1861 році опублікував ще одну статтю, у якій обґрунтовував його існування пертурбаціями в русі Місяця. Однак і ця гіпотеза не отримала визнання.

## Супутники Вальтемата

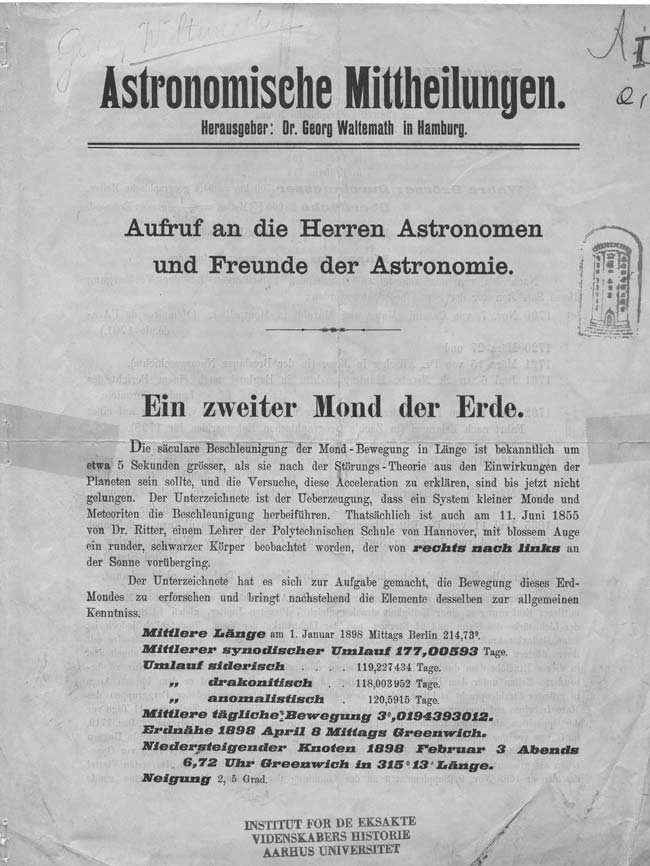
Повідомлення Вальтемата про відкриття другого супутника Землі

У 1898 році доктор Георг Вальтемат (Georg Waltemath), вчений із Гамбурга, повідомив, що він відкрив систему маленьких супутників, які обертаються навколо Землі. Хоча Вальтемат вказував на те, що супутник спостерігався раніше (ці повідомлення були опубліковані переважно в малодоступних джерелах), йому, мабуть, не було відомо про спостереження Пті.

Один з описаних Вальтематом супутників перебував на відстані 1 030 000 км від Землі, мав діаметр 700 км і здійснював оберт навколо Землі за 119 днів (синодичний період становив 177 днів). Указувалося також, що супутник відбиває недостатньо світла, щоб бути видимим неозброєним оком, проте в певні моменти часу він все ж видимий. Вальтемат зробив кілька прогнозів щодо можливих моментів спостереження супутника. Посилаючись на спостереження, зроблені у 1881 році в Гренландії, він вказав, що
...іноді він сяє в ночі як Сонце, але тільки протягом години або близько того.
Вальтемат вважав, що його супутник раніше спостерігали Джованні Кассіні і Жак Маральді, які прийняли його за сонячну пляму. Крім того, він посилався на спостереження супутника Венери в Сент-Неоте 1761 року, вважаючи, що і в цьому випадку спостерігався другий супутник Землі. Однак аргументів на користь такої інтерпретації цих спостережень він не навів. 
У лютому 1898 року, за обчисленнями Вальтемата, супутник повинен був пройти по диску Сонця. 4 лютого 1898 року службовці поштового відділення міста Грайфсвальда, спостерігаючи Сонце неозброєним оком, побачили темний об'єкт, діаметр якого становив приблизно 1/5 діаметра Сонця, що зробив проходження з 1:10 по 2:10 за берлінським часом. Однак у цей же час за Сонцем спостерігали астрономи У. Вінклер (W. Winkler) з Єни та Іво фон Бенко (Ivo von Benko) з Пули (Австрія), які не побачили нічого, крім звичайних сонячних плям. 
Невдачі не послабили прагнення Вальтемата до пошуків нового супутника, і 20 липня 1898 року він направив у журнал «Science» повідомлення про відкриття третього супутника діаметром 746 км, розташованого на відстані 427 250 км від Землі. Вальтемат назвав його «воістину бурхливим і магнетичним супутником» (нім. «Wahrhafter Wetter-und Magnet-Mond»). У журналі прокоментували це повідомлення так: «Можливо, саме цей супутник керує божевіллям» (англ. «Perhaps it is also the moon presiding over lunacy»).

## Подальші пошуки

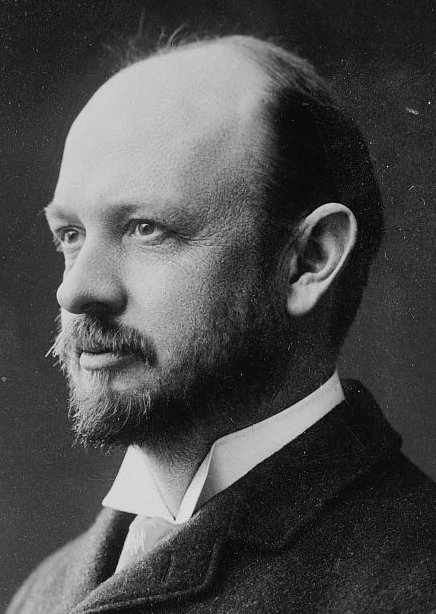
Вільям Пікерінг

Можливість наявності у Землі другого супутника вивчав Вільям Пикерінг. Для початку він вирахував, що супутник, який обертається на відстані 320 км від земної поверхні та має діаметр 30 см і таку ж відображаючу здатність, як і Місяць, має бути видно в 3-дюймовий телескоп, а супутник діаметром 3 м буде видно неозброєним оком. Пікерінг не займався пошуками додаткових супутників Землі, хоча з 1888 року шукав супутники Місяця. Не виявивши таких супутників, він зробив висновок, що якщо вони й існують, то повинні бути діаметром менше 3 метрів. Також 1923 року він опублікував статтю «Метеоритний супутник» (англ. A Meteoritic Satellite) в журналі «Popular Astronomy», що фактично містила звернений до астрономів-любителів заклик до пошуку маленьких природних супутників.

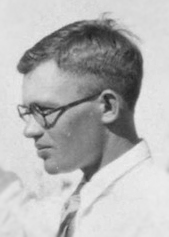
Клайд Вільям Томбо

Клайду Томбо (який відкрив Плутон) Армія США доручила пошук навколоземних астероїдів. У березні 1954 року був опублікований прес-реліз, у якому пояснювалася необхідність такого дослідження: вказувалося, що подібні супутники можуть зіграти роль свого роду перевалочних станцій для космічних кораблів. Також їх виявлення було необхідно для того, щоб гарантувати відсутність помилкових спрацьовувань радарів, що відстежують космічні апарати. Фактично це був перший систематичний пошук об'єктів у навколоземному просторі. Методика пошуку передбачала використання фотокамери, налаштованої на стеження за об'єктом, який обертається навколо Землі на певній висоті. На одержаних знімках зорі виглядамуть як довгі лінії, супутник на цій висоті буде видно як точку, а той, який має більш високу або низьку орбіту, — як коротка лінія.
З цим пошуком пов'язана одна з «теорій змови». За словами уфолога Дональда Кіхо, який пізніше став директором Національного дослідницького комітету по повітряних феноменах, що посилався на джерела в Пентагоні, пошук був зроблений для виявлення двох об'єктів, що оберталися навколо Землі, виявлених радаром дальньої дії в середині 1953 року. Кіхо в травні 1954 року заявив, що пошук був успішний і що один або обидва об'єкти були виявлені і мають штучну природу. 23 серпня 1954 року журналом «Aviation Week» було опубліковано повідомлення, що два природних супутника були знайдені на відстані 400 і 600 кілометрів від Землі. Однак Томбо публічно заявив, що жодних об'єктів виявлено не було.
У 1959 році Томбо представив остаточний висновок, у якому говорилося, що пошук не дав результатів: ніяких об'єктів яскравіше 12—14-ї зоряної величини виявлено не було.

## Інші повідомлення

Астрологічний знак Ліліт

У 1918 році астролог Волтер Горнольд, також відомий як Сефаріель, заявив, що своїми спостереженнями підтвердив відкриття супутника Вальтемата. Він назвав супутник ім'ям Ліліт, першої дружини Адама в каббалістичній теорії. Сефаріель заявляв, що Ліліт є «темним» супутником, невидимим більшу частину часу, і що він сам зміг побачити його тільки в момент його проходження по диску Сонця. Сефаріель вважав, що супутник має приблизно ту ж масу, що і Місяць. На практиці це б призвело до суттєвих збурень у русі Місяця, які не спостерігаються.
У 1926 році журнал «Sirius» опублікував результати досліджень німецького астронома-любителя В. Шпілля, який заявив про спостереження 24 травня 1926 року другого супутника Землі при його проходженні по диску Місяця. Шпілль вказував, що супутник мав вигляд маленької темної кулі з видимим кутовим розміром 6, не схожої на метеор або повітряну кулю.
Наприкінці 1960-х років американський вчений Джон Багбі заявив про спостереження до десяти маленьких природних супутників Землі, які він вважав уламками якогось тіла, яке розвалилося в грудні 1955 року. Він обчислив для них еліптичні орбіти з ексцентриситетом 0,498, великою піввіссю 14 065 км, що дає висоти перигею і апогею 680 і 14 700 км відповідно.
З теоретичної позиції можливість захоплення Землею тимчасових супутників шляхом гальмування метеорів у верхніх шарах атмосфери не виключена, хоча ймовірність такого захоплення досить мала (0,2 %), а самі супутники є короткоживучими і практично не піддаються виявленню. Однак, оскільки Багбі засновував свої обчислення на неточних даних про орбіти штучних супутників із Goddard Satellite Situation Report, а також з огляду на те, що в перигеї супутники Багбі повинні були мати першу зоряну величину і могли бути легко виявлені при спостереженні неозброєним оком, повідомлення не було прийнято всерйоз. Багбі, тим не менш, не відмовився від ідеї пошуку додаткових супутників, публікуючи нові повідомлення про виявлення захоплених Землею небесних тіл невеликого розміру.

## Метеорний потік 9 лютого 1913 року
9 лютого 1913 року, у день святого Кирила, у Торонто спостерігався незвичайний метеорний потік: на відміну від інших метеоритних дощів, шляхи його метеорів не сходилися в одній точці (радіант).
Для потоку було запропоновано назву «Кириліди», оскільки через відсутність радіанта його не можна було назвати по якомусь сузір'ю і за аналогією з персеїдами, яких також називають «Сльозами святого Лаврентія» (за датою фестивалю святого Лаврентія, що припадає на найактивніший період метеорного потоку).
Усі метеори потоку рухалися на південний схід. Звертали на себе увагу повільний рух метеорів (деякі з них могли спостерігатися протягом хвилини) і їх горизонтальний (а не зі зниженням) політ. Пізніше з'ясувалося, що метеори спостерігалися лише в місцевостях, що лежать на великій дузі, що починається в Торонто і кінчається в районі Бермудських островів.
На підставі даних спостережень були обчислені елементи орбіти метеорного потоку: період обертання 90 хвилин, нахил 51,6°, ексцентриситет 0, довгота спадного вузла −33° 20', час проходження спадного вузла 2:20 UTC, 10 лютого 1913 року. Відповідно, одним із можливих пояснень цієї події є розпад в атмосфері досить великого об'єкта або групи об'єктів, які потрапили в гравітаційне поле Землі і були захоплені нею. Ще одна гіпотеза припускає, що об'єкти потоку були спочатку викинуті місячним вулканом і утворювали кільце навколо Землі, подібне кільцям Сатурна, а метеорний потік був результатом входження в атмосферу залишків цього кільця.

## Кільця Землі

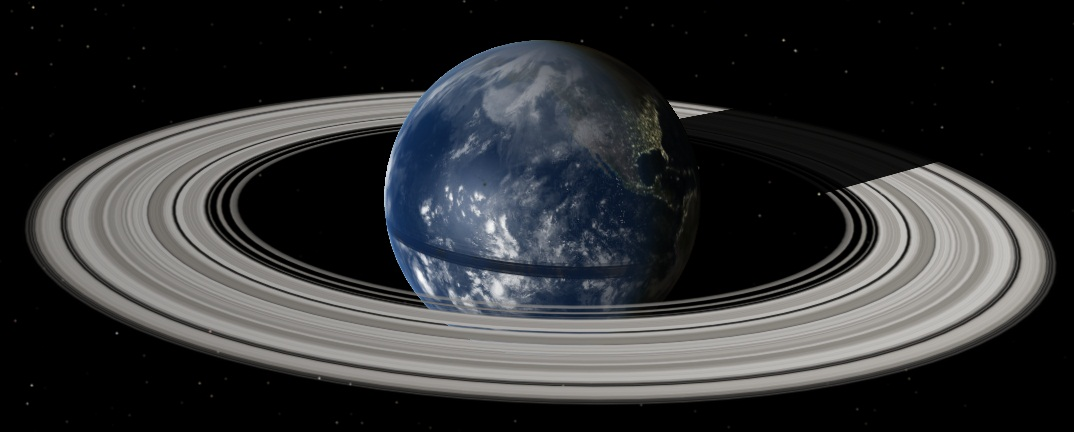
Згенероване програмою Celestia зображення Землі з кільцями

У 1980 році в журналі «Nature» була опублікована стаття, автор якої, Джон О'Кіф із Goddard Space Flight Center, припустив, що 34 мільйони років тому у Землі могли існувати кільця, подібні кільцям Сатурна. О'Кіф пов'язав зменшення зимових температур у пізньому еоцені з випаданням великої кількості тектитів. Він припустив, що тектити і мікротектити, захоплені гравітаційним полем Землі, могли утворити кільце, стабільне протягом кількох мільйонів років. Затінення Землі кільцем могло призвести до глобального похолодання, з яким пов'язується вимирання багатьох видів морських організмів у пізньому Еоцені. На думку Пітера Фосетта (Університет Нью-Мексико) і Марка Бослоу (Sandia National Laboratories, Міністерство енергетики США), формування системи кілець, що складаються з речовини, викинутої при зіткненні комет і астероїдів із Землею, могло стати однією з причин глобального зледеніння.
Дослідження повідомлень про падіння метеоритів, спостереження болідів і метеорних дощів за період з 800 року до н. е. по 1750 рік н. е., проведене вченими Національного музею Данії, показало, що можна виділити 16 періодів збільшення числа подібних явищ. Автори дослідження пов'язують такі збільшення з розпадом захопленого Землею невеликого небесного тіла (комети або астероїда) в зоні Роша з подальшим утворенням кільця і випаданням його матеріалу у формі метеорів і метеоритів.
Не виключається наявність нині у Землі кілець, що складаються з невеликих пилинок, які через розмір складових їх частинок є неспостережуваними в оптичному діапазоні.

## Троянські супутники Місяця

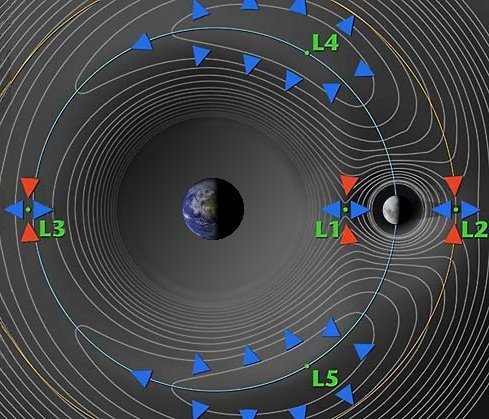
Розташування точок Лагранжа системи Земля — Місяць

Об'єкти, що рухаються по орбіті іншого небесного тіла в 60° попереду (у точці Лагранжа L4) або позаду (L5) нього, називаються «троянцями». У 1982 році була зроблена спроба пошуку супутників в околицях точок Лагранжа системи Земля — Місяць, а також точки L2 системи Земля — Сонце. В околиці точок L3, L4 і L5 (Земля — Місяць) могли бути виявлені об'єкти 17—19-ї зоряної величини, в околиці точок L1 і L2 (Земля — Місяць) — 10—18-ї зоряної величини, в околиці точки L2 (Земля — Сонце) — 14—16-ї зоряної величини. Ніяких об'єктів виявлено не було.
Невдача цього пошуку може бути пов'язана з тим, що через припливне гальмування орбіта Місяця постійно розширюється. Хоча темпи такого розширення і малі, за проміжок часу в 10—100 мільйонів років орбіта розшириться настільки, що положення тіла в точці Лагранжа стане нестабільним. За однією з гіпотез, відмінність у будові зверненої до Землі і зворотної сторін Місяця пояснюється космічним зіткненням: одночасно з Місяцем у точці Лагранжа сформувався супутник діаметром близько 1200 км, через дестабілізацію його орбіти, міг зіткнутися з Місяцем на відносно невеликій швидкості, у результаті чого на зворотному боці Місяця з'явилася товста кора.

## Хмари Кордилевського
У жовтні 1956 року польським вченим Казімежем Кордилевським спостерігалися розташовані в точках Лагранжа L4 і L5 системи Земля — Місяць сяючі області з кутовим розміром близько 2° і яскравістю приблизно в 2 рази меншою, ніж у протисяйво. У березні та квітні 1961 року Кордилевський зробив перші фотографії цих скупчень, які на той час змінили свою форму і розміри. У 1967 році спостереження Кордилевского підтвердив американський вчений Дж. Уеслі Сімпсон на обладнанні обсерваторії Койпера. Виявлені об'єкти отримали назву «Хмари Кордилевського». Серйозним підтвердженням існування цих хмар є результати, отримані Дж. Рочем в 1969—1970 роках на КА 080-6.
За даними Кордилевського, приблизна маса цих пилових хмар за космічними мірками досить незначна — маса кожного хмари складає всього близько 10 000 тон, поперечний розмір оцінюється в 10 000 км (за іншими джерелами — до 40 000 км).
Через надзвичайно малу яскравість хмари її досить складно спостерігати з Землі, тому навіть сам факт їх існування заперечується деякими вченими. Не були зафіксовані хмари і при спостереженні з космічних апаратів (Hiten).

## Квазісупутники

Орбіти Землі і квазісупутника Круїтні

При спостереженні із Землі здається, що Круїтні обертається навколо точки, що знаходиться поблизу неї, по підковоподібній орбіті (на схемі позначена жовтим кольором)

Хоча до теперішнього часу, крім Місяця, не було знайдено жодних інших постійних супутників Землі, деякі типи навколоземних об'єктів перебувають із Землею в орбітальному резонансі 1:1. Такі об'єкти називаються квазісупутниками.
Квазісупутники обертаються навколо Сонця на тій же відстані, що і планета. Їх орбіти є нестабільними. Ці об'єкти протягом кількох тисяч років переходять до іншого резонансу або на інші орбіти. У Землі є кілька квазісупутників: (3753) Круїтні, 2002 AA29, (164 207) 2004 GU9, (277810) 2006 FV35, 2010 SO16 та інші.
Круїтні, відкритий в 1986 році, обертається навколо Сонця еліптичнпю орбітою, але при спостереженні із Землі здається, що він має підковоподібну орбіту.
14 вересня 2006 року було виявлено навколо Землі на приполярній орбіті об'єкт діаметром 5 метрів. Хоча спочатку вважалося, що це третій ступінь S-IVB ракети Saturn, що залишилася в космосі після місії «Аполлон-12», пізніше було встановлено, що це астероїд, що отримав позначення 2006 RH120. Астероїд перейшов на орбіту навколо Сонця через 13 місяців. Його повернення в навколоземний простір очікується в 2028 році.

## Троянські астероїди Землі
Троянці Землі — це група астероїдів, яка рухається навколо Сонця уздовж орбіти Землі в 60° попереду (L4) або позаду (L5) неї, обертаючись навколо однієї з двох точок Лангранжа системи Земля — Сонце. При спостереженні із Землі вони розташовувалися б на небі в 60° позаду чи попереду Сонця.
У 2010 році у Землі був виявлений перший троянський астероїд — 2010 TK7. Це невеликий об'єкт діаметром 300 метрів. Обертається навколо точки L4, виходячи з площини екліптики. У точці L5 троянських астероїдів поки не виявлено.

## У літературі
Хоча повідомлення Пті про відкриття другого супутника не було прийнято науковим співтовариством, його описи в популярній літературі привернули увагу астрономів-любителів і публіки. Особливу роль у цьому зіграло згадка його в романі Жуля Верна «Навколо Місяця», який був опублікований в 1869 році. Роман придбав значну популярність і підштовхнув багатьох астрономів-любителів до пошуку нових супутників Землі, проте Пті, який помер в 1865 році, не дожив до раптового отримання його теорією нової популярності.

Однак лише пізніше було помічено, що параметри супутника, запропоновані Жюлем Верном, не можуть відповідати реальному об'єкту. Орбітальний період супутника, що перебуває на відстані 7480 км (відстань взято з англійського видання, у російському і французькому виданнях йдеться, що снаряд зустрів супутник на відстані 8140 км від поверхні Землі, що дає ще більш високе значення періоду) від поверхні Землі, повинен складати 4 години 48 хвилин, а не 3 години 20 хвилин.
Доктор Р. С. Річардсон з Обсерваторії Маунт Вілсон в 1952 році запропонував такі параметри для орбіти супутника, припускаючи, що вона не є круговою: перигей 5010 км, апогей 7480 км, ексцентриситет 0,1784.
Причина розбіжності, найімовірніше, полягає в тому, що Жуль Верн не читав вихідних повідомлень Пті, а ґрунтувався на описі Гільема.
У романі Семюеля Ділені «Дальгрен» Земля таємничим чином знаходить другий супутник.
Дія серії романів «Грибна планета» письменниці Елеанор Камерон відбувається на маленькому населеному другому супутнику Землі під назвою Базидій, що перебуває на невидимій орбіті на відстані 50 000 км від Землі.